# Christoph W. Bauer

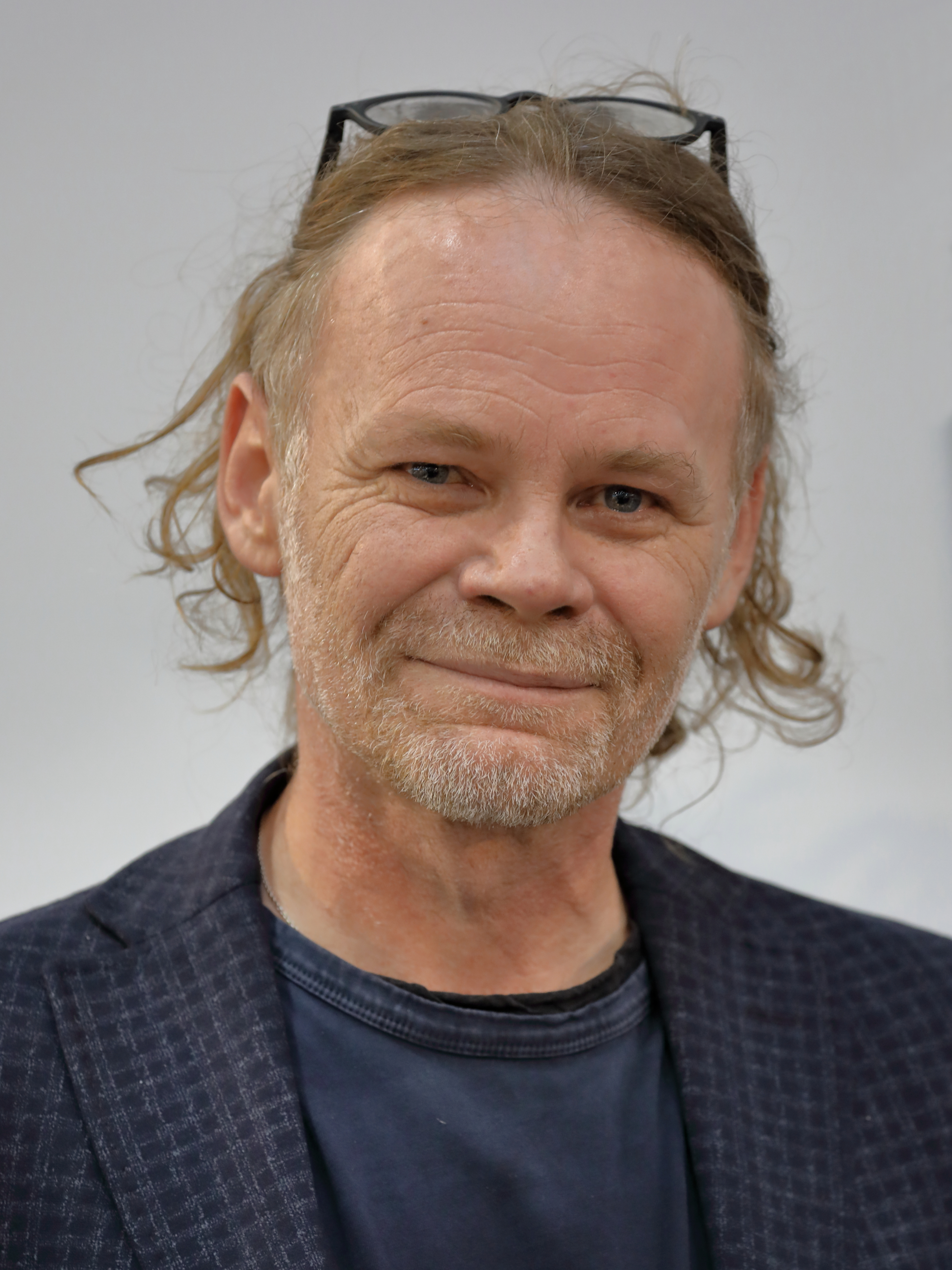
Christoph W. Bauer (2019)

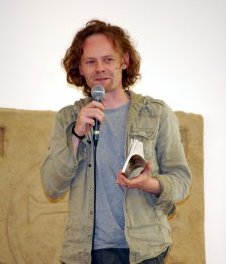
Christoph W. Bauer bei LEGIMUS in Aguntum (Mai 2011)

Christoph W. Bauer  (* 1968 in Kolbnitz) ist ein österreichischer Schriftsteller. Er verbrachte seine Jugend in Lienz und Kirchberg in Tirol und lebt heute in Innsbruck.
Er hat mehrere Lyrikbände, Romane, Hörspiele und Theaterstücke verfasst. Zudem ist er als Herausgeber tätig und betreut die Lyrikseite in TOPIC – Das junge Magazin.

## Schaffen
In seinen Arbeiten knüpft Christoph W. Bauer an literarische Traditionen ebenso an wie an den Tonfall moderner Popkultur. Persönlichkeiten aus dem literarischen Leben wählt er dabei oft zu Paten seines Schaffens, wie zuletzt in seinem Gedichtband mein lieben mein hassen mein mittendrin du (2011) den römischen Dichter Gaius Valerius Catullus. In diesem Band kommt auch Guido Cavalcanti, mit dessen Werk Bauer sich bereits in seinem Prosadebüt Aufstummen (2004) beschäftigt hat, eine programmatische Rolle zu. Im Hörspiel Und immer wieder Cordoba (2006) ist es Ibn Hazm, dem sich Bauer widmet, als Vorlage für das Theaterstück Miles G. (2006) verwendet er den Miles Gloriosus der römischen Dichters Plautus. Auf Einladung des Literaturhaus am Inn gestaltete Bauer zudem mehrere Porträts, vorrangig von Lyrikerinnen und Lyrikern des 20. Jahrhunderts (Hilde Domin, Nelly Sachs, Rose Ausländer, Soma Morgenstern, Bruno Schulz).
Seine Lyrik versteht Bauer auch als den Versuch des Weiterschreibens vorgegebener Traditionen, sich selbst bezeichnet er als poeta legens, der in den Werken der Weltliteratur lesend jene Stoffe findet, die er in unverwechselbarem Tonfall abwandelt, erneuert, weiterdenkt. So steht sein Lyrikband mein lieben mein hassen mein mittendrin du. Eine Liebesgeschichte in 37 Gedichten (2011), dem Niklas Holzberg ein Nachwort beigesteuert hat, zum einen im Zeichen des römischen Dichters Catull, verweist durch Zitate aber auch auf Musikstücke der Band Die Toten Hosen. Ähnlich konzipiert Bauer auch seine vorangegangenen Lyrikbände, im 2005 publizierten Band supersonic. logbuch einer reise ins verschwinden thematisierte er den Tod und dessen literarische Gestaltung in der Geschichte der Poesie. Die lange Tradition der Brunnengedichte fand Niederschlag in Bauers 2003 erschienenem Zyklus fontanalia.fragmente. Letzterer wurde 2002 in der Rezitation von Peter Simonischek im Rahmen des Projekts S[PR]ING.BRUNNEN im Arkadenhof von Schloss Tanzenberg erstmals dem Publikum präsentiert.
Seinem Prosadebüt Aufstummen ließ Bauer 2007 das erste von drei Büchern folgen, in denen er sich mit der Geschichte seines derzeitigen Wohnorts Innsbruck beschäftigt. Formal zeigt auch Im Alphabet der Häuser (2007) einen Rückgriff auf antike Traditionen. In Form eines platonischen Dialogs durchstreift Bauer die wechselvolle Historie der Tiroler Landeshauptstadt. Der Mord am jüdischen Kaufmann Richard Graubart beim Novemberpogrom 1938 in Innsbruck wird zum Ausgangspunkt für Bauers 2008 erschienenes Buch Graubart Boulevard. In der Erzählung Der Buchdrucker der Medici (2009) begibt sich Bauer anhand eines Innsbrucker Buchdruckers auf einen Spaziergang durch die Geschichte des Buchdrucks.
Neben Hörspielen, Theaterstücken, Liedertexten und Libretti verfasst Bauer auch Essays, Kolumnen und Rezensionen, die in diversen Zeitungen, Zeitschriften und Anthologien veröffentlicht sind. 2010 erschien in Zusammenarbeit mit Reinhold Embacher sein erstes Jugendbuch Mord in Carnuntum.

## Auszeichnungen
- 2001 Literaturpreis der Akademie Graz für Lyrik
- 2001 Reinhard-Priessnitz-Preis
- 2002 Publikumspreis beim Ingeborg-Bachmann-Preis
- 2002 Kunstpreis der Stadt Innsbruck 1. Preis für Lyrik
- 2004/2005 Staatsstipendium für Literatur
- 2009 Reisestipendium – Die literarische Reportage nach Joseph Roth
- 2010 Hausacher LeseLenz-Stipendium
- 2010 Preis des Kärntner Schriftstellerverbands
- 2015 Outstanding Artist Award für Literatur[2]
- 2015 Tiroler Landespreis für Kunst[3]
- 2021 Preis für künstlerisches Schaffen der Stadt Innsbruck[4][5]
- 2023 Anton-Wildgans-Preis[6]
- 2023 Robert-Musil-Stipendium[7]

## Werke

### Lyrik
- wege verzweigt, Gedichte, Haymon, 1999.
- die mobilität des wassers müßte man mieten können, Gedichte, Haymon, 2001.
- fontanalia.fragmente, Gedichte und Prosa, Haymon, 2003, ISBN 3-85218-437-1.
- supersonic, Gedichte, Edition Korrespondenzen, 2005, ISBN 3-902113-39-1.
- mein lieben mein hassen mein mittendrin du, Eine Liebesgeschichte in 37 Gedichten, Haymon, 2011, ISBN 978-3-85218-697-9.
- stromern. gedichte, Haymon Verlag, 2015, ISBN 978-3-7099-7022-5.
- an den hunden erkennst du die zeiten. Gedichte, Haymon Verlag, 2022, ISBN 978-3-7099-8160-3.

### Prosa
- Aufstummen, Roman, Haymon, 2004, ISBN 3-85218-460-6.
- Im Alphabet der Häuser. Roman einer Stadt, Haymon, 2007, ISBN 3-85218-546-7.
- Graubart Boulevard, Haymon, Innsbruck 2008, ISBN 978-3-85218-572-9.
- Der Buchdrucker der Medici, Haymon, 2009, ISBN 978-3-85218-600-9.
- Die zweite Fremde. Zehn jüdische Lebensbilder. Haymon, Innsbruck 2013, ISBN 978-3-7099-7021-8.
- In einer Bar unter dem Meer. Erzählungen. Haymon, Innsbruck 2013, ISBN 978-3-7099-7088-1.
- Niemandskinder. Roman, Haymon, Innsbruck 2019, ISBN 978-3709972557.
- Trotta und ich. Pariser Depeschen, Reportagen, Porträts. Haymon, Innsbruck 2024, ISBN 978-3-7099-8227-3.

### Herausgeberschaft
- Ahoi!, Gedichte aus 25 Jahren Haymon Verlag, 2007 ISBN 978-3-85218-522-4.
- Als Kind war ich weise, Texte zur Kindheit, Haymon, 2009 ISBN 978-3-85218-611-5.

### Hörspiel / Theater
- Und immer wieder Cordoba, Hörspiel (Uraufführung ORF-Landesstudio Tirol), 2006.
- Miles G., Theaterstück (Uraufführung: 1. März 2007, Westbahntheater/Innsbruck).
- Helena ex Machina, Prolog hinter dem Vorhang, Maria Saal, 2009.
- Franzens Feste, Hörspiel, ORF, 2010.

### Kinder- und Jugendbuch
- Mord in Carnuntum, Österreichischer Buchklub der Jugend, GORILLA Band 37, Wien 2010.

### Sonstiges
- Schweben im Kopf. 25 Gedichte zu Skizzen von Anton Christian, Haymon, 2010, ISBN 978-3-85218-616-0.
- Das zweite Auge von Florenz. Zu Leben und Werk von Guido Cavalcanti. Reihe Zwiesprachen der Lyrik Kabinett. Wunderhorn, Heidelberg 2017. ISBN 978-3-88423-555-3.